# Gephyrina alba
Espèce
Gephyrina alba est une espèce d'araignées aranéomorphes de la famille des Philodromidae.

## Distribution
Cette espèce est endémique du Venezuela.

## Description
La femelle subadulte holotype mesure 6 mm.

## Publication originale
- Simon, 1895 : Descriptions d'arachnides nouveaux de la famille des Thomisidae. Annales de la Société entomologique de Belgique, vol. 39, p. 432-443 (texte intégral).